# Tuff Darts
I Tuff Darts sono stati uno dei primi gruppi punk rock americani insieme a Ramones, Television, Dead Boys e Patti Smith. La band iniziò aprendo i concerti dei New York Dolls ed ebbe il suo periodo di grazia negli anni '70 con canzoni come "Your Love Is Like A Nuclear Waste", e si esibì in famosi club di New York come Max's Kansas City e CBGB's. Nel 1976 uscì l'album compilation Live at CBGB's, nel quale la band era presente con tre canzoni, prima che la voce principale Robert Gordon lasciasse la band per avviare una carriera solista suonando rockabilly; fu sostituito da Tommy Frenzy. Poco dopo anche il batterista James Morrison lasciò la band e fu rimpiazzato da John Morelli. La band ha pubblicato un solo album, nel 1978, intitolato Tuff Darts!(che fu ristampato nel 2002), prodotto da Bob Clearmountain e Tony Bongiovi, con apparizioni di Eric Weissberg e Ian Hunter, prima di sciogliersi poco tempo dopo a causa dell'abbandono di Tom Frenzy, che uscì dal gruppo per formare i Big Spender.
I Tuff Darts si sono riuniti per suonare un concerto in occasione della ristampa del loro unico album su CD. La band suonò altri concerti dopo e registrò un nuovo album nel 2007, You Can't Keep A Good Band Down, pubblicato solo in Giappone.
L'ex chitarrista della band Jeff Salen è morto nel Gennaio 2008 per un attacco di cuore all'età di 55 anni.

## Formazione
- Robert Gordon - voce
- Tommy Frenzy - voce
- Jeffrey Salen - chitarra
- Bob Butant - chitarra
- John DeSalvo - basso
- James Morrison - batteria
- John Morelli - batteria

## Discografia
- 1976 - Live at CBGB's, (compilation di autori vari)
- 1978 - Tuff Darts!, ripubblicato nel 2002 in Giappone
- 2007 - You Can't Keep A Good Band Down
- 2007 - Sweetheart (compilation)